# 북유럽

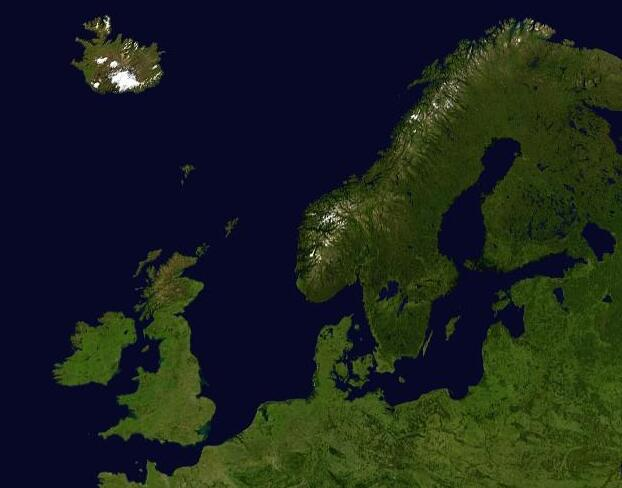
북해와 발트해를 둘러싸고 있는 섬과 대륙 지역을 촬영한 합성 위성사진.

북유럽(영어: Northern Europe)은 유럽의 북부 지역을 가리킨다. 여러가지 기준으로 정의할 수 있는데, 협의로는 대략 발트해 남쪽 해안의 북쪽, 즉 북위 54도 부근이다. 이외에도 북유럽으로 기후 및 생태학과 같은 다른 지리적 요소를 기반으로 할 수 있다.

## 기후

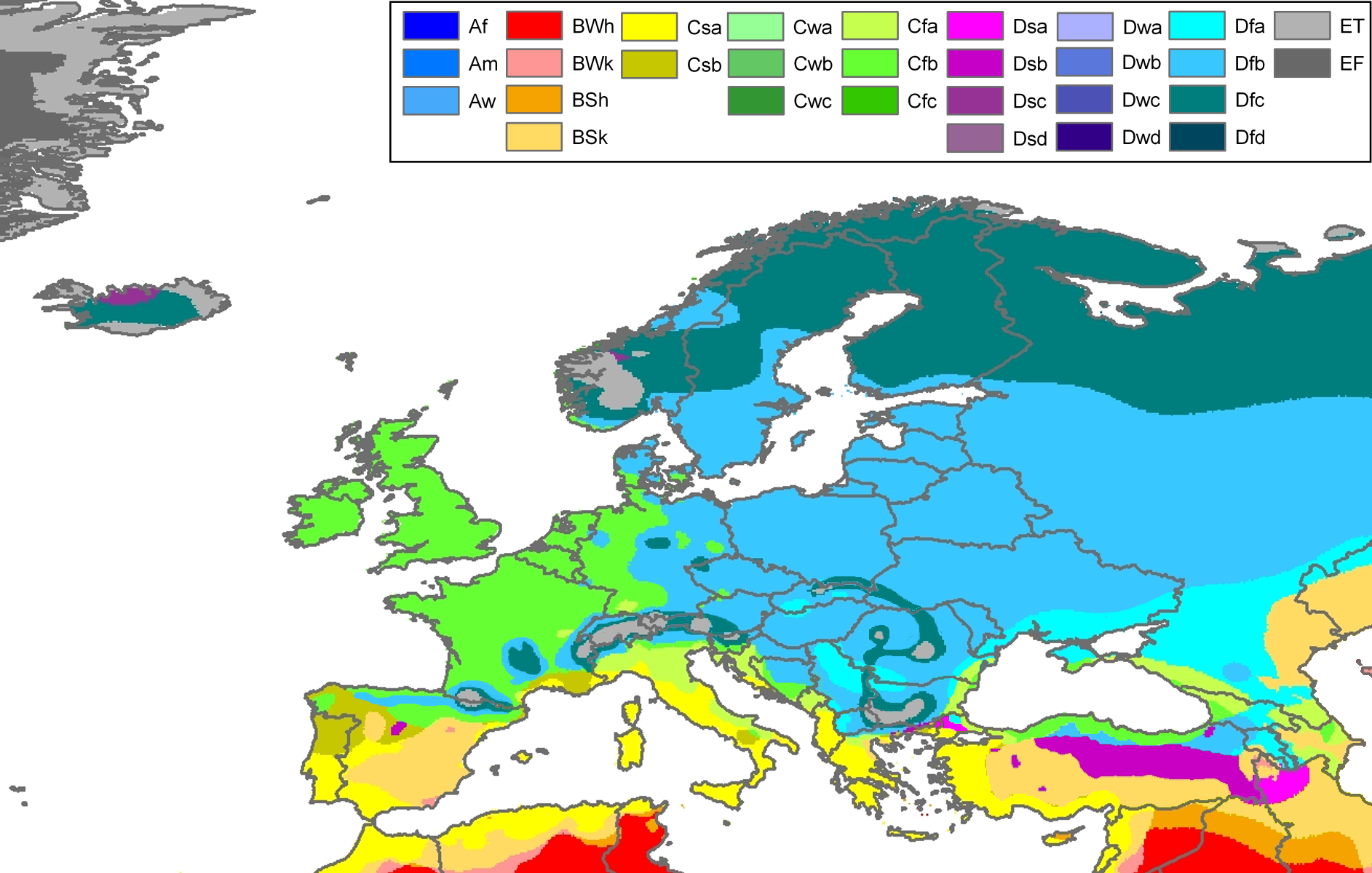
유럽의 기후. 쾨펜의 기후 구분 지도는 이스트앵글리아 대학교의 기후 연구 부서와 독일 기상청의 세계 강수 기후 센터에서 제공한다.

기후는 주로 해양성 기후 (Cfb), 냉대 습윤 기후 (Dfb), 아극 기후 (Dfc 및 Dsc) 및 툰드라 (ET)이다.

## 지리
북유럽은 대략적으로 다음 지역 중 일부 또는 전부를 포함하는 것으로 정의될 수 있다. 브리튼 제도, 페노스칸디아, 윌란반도, 동쪽에 위치한 발트 지방 평원, 그리고 북유럽 본토와 주요 유럽 대륙에서 떨어진 많은 섬들이다. 어떤 경우에는 그린란드도 포함되지만, 그린란드는 덴마크 왕국의 일부로 정치적으로만 유럽에 속하며 지리적으로는 유럽으로 간주되지 않는다.
이 지역은 부분적으로 산악 지형이며, 북부의 화산섬인 아이슬란드와 얀마옌섬, 서부의 산악 해안 지대인 스코틀랜드와 스칸디나비아를 포함하며, 종종 발트해 동쪽의 넓은 평원 일부도 포함된다.
이 지역 전체의 기후는 멕시코 만류의 영향을 적어도 약하게 받는다. 서쪽에서 기후는 해양성 기후와 해양 아한대 기후로 다양하다. 북부와 중부의 기후는 일반적으로 아극 기후 또는 북극 기후이며, 동부의 기후는 주로 아극 기후와 온대/대륙성 기후이다.
기후와 지형이 지역에 따라 다양하듯이 식생도 다양하여 북부와 높은 산에는 드문드문 툰드라가 있고, 북동부와 중부 지역에는 타이가, 남부, 서부 및 온대 동부에는 온대 침엽수림 (이전에는 대부분 스코틀랜드 고지와 노르웨이 남서부에 있었음)과 온대 활엽수림이 자란다.

## 분류
북유럽에 대한 다양한 정의가 있는데, 항상 노르딕 국가를 포함하고 종종 브리튼 제도와 발트 3국을 포함하며 때로는 그린란드도 포함한다.

### 유엔 지리 분류 체계

유엔 통계국의 유럽 소구역:
동유럽
북유럽
남유럽
서유럽

유엔 지리 분류 체계는 유엔 통계국에서 고안한 시스템으로, M49 코딩 분류를 기반으로 세계 국가를 지역 및 소구역 그룹으로 나눈다. 이 분류는 통계적 편의를 위한 것이며, 국가나 영토의 정치적 또는 기타 소속에 대한 어떠한 가정도 내포하지 않는다.
유엔 지리 분류 체계에서 다음 국가들은 북유럽으로 분류된다.
- 덴마크
- 에스토니아
- 핀란드
- 아이슬란드
- 아일랜드
- 라트비아
- 리투아니아
- 노르웨이
- 스웨덴
- 영국

뿐만 아니라 다음 종속 지역들도 포함된다.
- 올란드 제도
- 채널 제도
  - 건지 관할구
  - 저지 관할구
- 페로 제도
- 맨섬
- 스발바르 얀마옌 제도

### 유로복

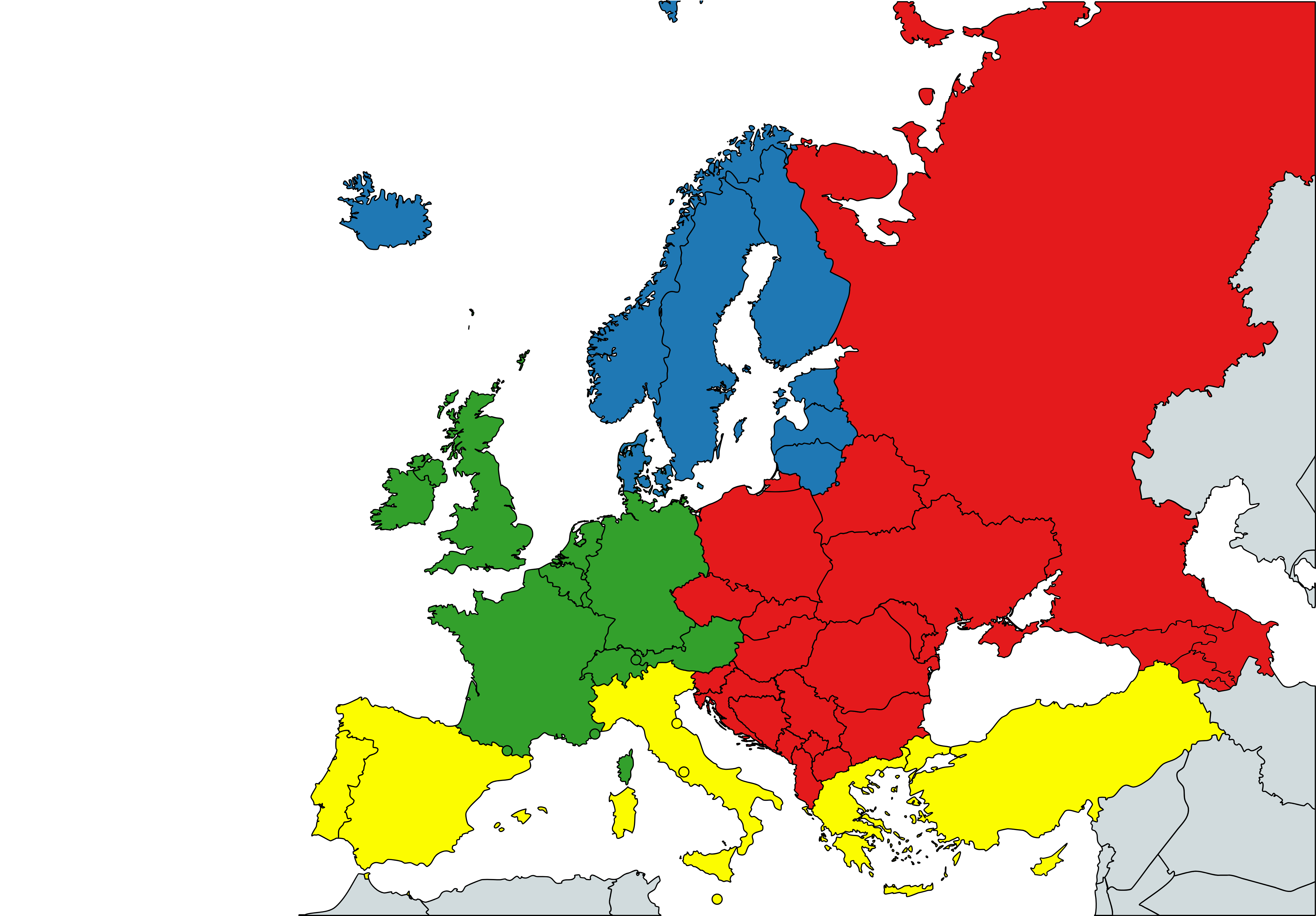
유로복에 따른 유럽 소구역:
북유럽
서유럽
남유럽
중앙유럽과 동유럽

유로복은 유럽 연합 출판사에서 관리하는 다국어 시소러스로, 공식 용어에 대한 정의를 제공한다. "북유럽"의 정의에 포함되는 국가는 다음과 같다.
- 에스토니아
- 라트비아
- 리투아니아
- 덴마크
- 핀란드
- 아이슬란드
- 노르웨이
- 스웨덴

뿐만 아니라 다음 종속 지역도 포함된다.
- 페로 제도

이 분류에서 저지섬, 건지섬, 맨섬, 영국 및 아일랜드는 서유럽에 포함된다.

### CIA 월드 팩트북

월드 팩트북에 따른 유럽 지역:
북유럽
서유럽
중앙유럽
남서유럽
남유럽
동남유럽
동유럽

월드 팩트북에서는 각 국가에 대한 설명에 "지리" 항목 아래 "위치" 정보가 포함되어 있으며, 여기서 해당 국가는 한 지역으로 분류된다. 다음 국가들이 "북유럽" 분류에 포함된다.
- 덴마크
- 핀란드
- 아이슬란드
- 노르웨이
- 스웨덴

뿐만 아니라 다음 종속 지역들도 포함된다.
- 페로 제도
- 얀마옌섬
- 스발바르 제도

이 분류에서 저지섬, 건지섬, 맨섬, 영국 및 아일랜드는 서유럽에 포함되며, 에스토니아, 라트비아 및 리투아니아는 동유럽에 포함된다.

### 식물 분포 기록을 위한 세계 지리 체계

식물 분포 기록을 위한 세계 지리 체계에 의해 정의된 북유럽

식물 분포 기록을 위한 세계 지리 체계는 국제 생물다양성 정보 표준(TDWG) (이전에는 국제 분류학 데이터베이스 작업 그룹) 조직이 개발한 생물지리학적 시스템이다. WGSRPD 표준은 식물학 데이터베이스의 데이터 필드에 대한 다른 표준과 마찬가지로 "세계 생물 유산에 대한 정보의 광범위하고 효과적인 보급을 촉진"하기 위해 개발되었다. 이 시스템은 "식물 대륙"부터 대규모 국가의 일부까지 네 가지 규모 또는 수준으로 식물 분포를 기록하기 위한 명확한 정의와 코드를 제공한다. 다음 국가들은 "북유럽" 분류에 포함된다.
- 덴마크
- 핀란드
- 아이슬란드
- 아일랜드
- 노르웨이
- 스웨덴
- 영국

뿐만 아니라 다음 종속 지역들도 포함된다.
- 올란드 제도
- 페로 제도
- 맨섬
- 얀마옌섬
- 스발바르 제도

## 인구 통계

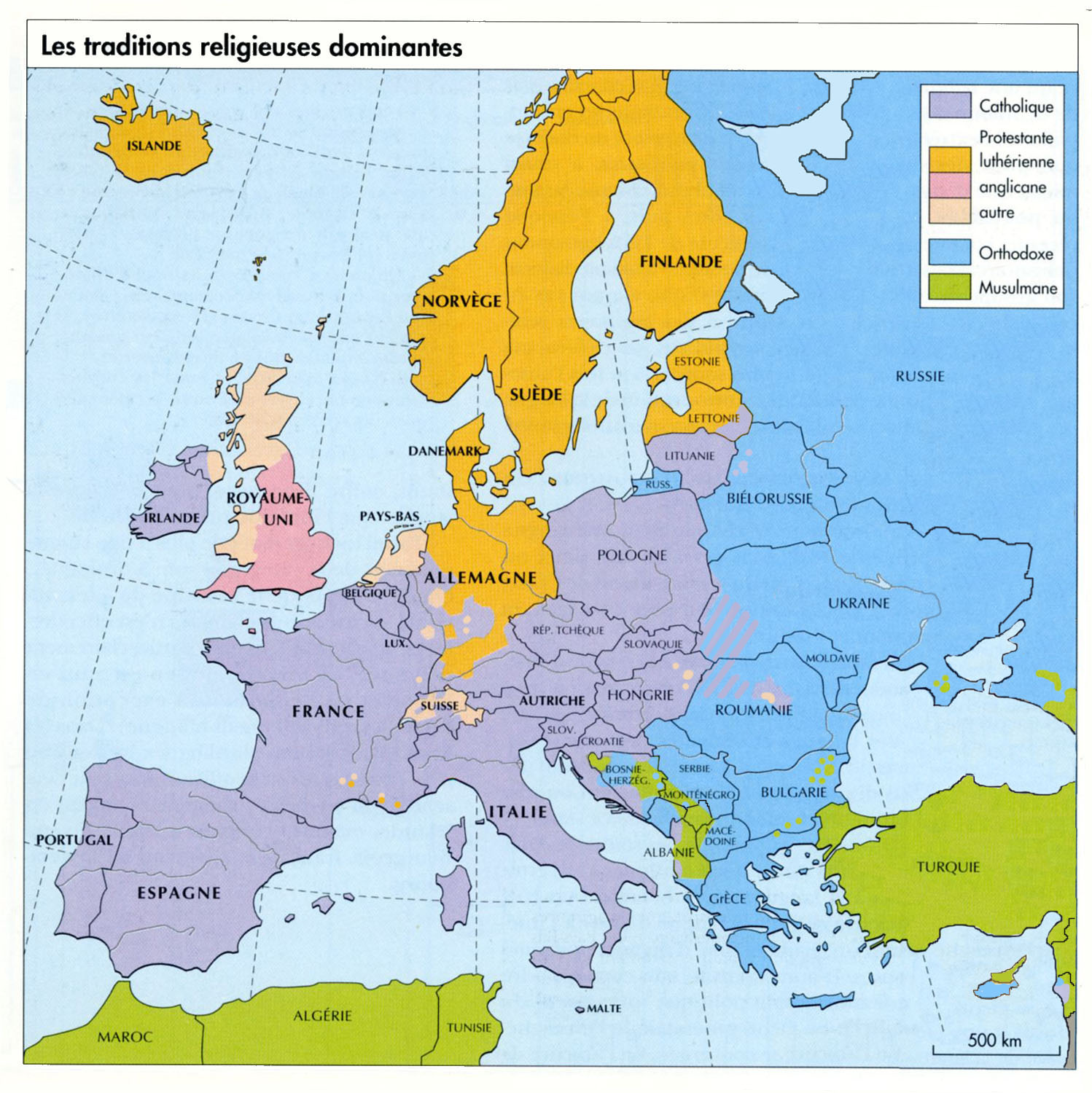
지역별 주요 종교를 나타내는 유럽 지도. 이슬람은 녹색, 동방 정교회는 파란색, 로마 가톨릭은 보라색, 나머지 색상은 개신교의 종파를 나타낸다.

북유럽 국가들은 일반적으로 선진 경제를 가지고 있으며 세계에서 가장 높은 생활 수준을 자랑한다. 이들은 종종 인간 개발 지수와 같은 삶의 질을 측정하는 조사에서 높은 점수를 받는다. 영국을 제외하고는 일반적으로 크기에 비해 인구가 적으며, 대부분의 인구가 도시에 거주한다. 북유럽 대부분 지역의 교육 수준은 국제 순위에서 높게 평가되며, 에스토니아와 핀란드는 유럽의 OECD 국제학생평가프로그램 국가 중 최상위권에 속한다.

### 언어
게르만어파는 북유럽에서 널리 사용되며, 북게르만어군은 페로 제도의 페로어, 아이슬란드의 아이슬란드어, 덴마크의 덴마크어, 노르웨이의 노르웨이어 및 스웨덴의 스웨덴어에서 가장 흔한 모국어이다. 서게르만어군 언어인 영어는 저지섬, 건지섬, 맨섬, 영국, 아일랜드에서 가장 흔한 모국어이지만, 서게르만어인 스코트어는 스코틀랜드와 아일랜드 일부 지역에서 소수 언어로도 사용된다. 이외에도 핀어군 언어인 핀란드어와 에스토니아어는 각각 핀란드와 에스토니아의 가장 흔한 모국어이다. 발트어파 언어인 리투아니아어와 라트비아어는 각각 리투아니아와 라트비아의 가장 흔한 모국어이다. 여러 켈트어파 언어가 브리튼 제도에서 사용되는데, 여기에는 브리튼어군의 웨일스어와 고이델어군의 스코틀랜드 게일어 및 아일랜드어가 포함된다. 콘월어와 맨어는 멸종된 언어로 분류된 이후 부활하여 각각 콘월주와 맨섬에서 제한적으로 사용되고 있다. 노르만어인 저지어와 건지어는 저지섬과 건지섬에서 사용되지만, 섬에서 영어의 중요성이 증가함에 따라 멸종 위기 언어로 등재되어 있다.
어떤 나라에서도 가장 흔한 모국어는 아니지만, 북사미어, 룰레 사미어, 남사미어와 같은 사미어군 언어는 사프미의 초국가적 지역에서 사용되며 멸종 위기 언어로 등재되어 있다.

### 종교
중세 전기 동안 로마 가톨릭교회는 북유럽으로 확장하여 게르만족에게 기독교를 전파했다. 기독교는 이후 수세기에 걸쳐 스칸디나비아와 발트 지방의 민족들에게 전해졌다. 라틴 음소문자는  서방 기독교의 영향과 함께 로마로부터 북쪽으로 전파되어 영어, 독일어, 네덜란드어, 덴마크어, 스웨덴어, 노르웨이어, 아이슬란드어, 아일랜드어, 스코틀랜드 게일어, 웨일스어, 리투아니아어, 라트비아어, 에스토니아어, 핀란드어 및 사미어군의 기록 언어 발전에 기여했다. 사미인은 18세기에 마지막으로 개종한 민족이었다.

## 역내 협력

러시아의 백해-발트 운하, 동부 발트 유럽을 북극과 연결한다.

신 한자 동맹 그룹은 대부분의 북유럽 국가들과 네덜란드를 포함한다.
북극의 해빙은 이 지역 협력에 새로운 가능성과 문제들을 야기할 것으로 보인다.

## 같이 보기
- 북유럽 고고학
- 북극권
- 북극 이사회
- 발트 의회
- 발트해 국가 이사회
- 발트스칸디나비아
- 영국-아일랜드 평의회
- 영국-아일랜드 의회 회의
- 켈트 국가
- 중앙유럽
- 공동여행구역
- 왕실속령
- 유럽 자유 무역 연합
- 유로지역 발트해
- 공동원정군
- 북유럽 무형문화유산 목록
- 북유럽 세계유산 목록
- 신 한자 동맹
- 노르딕-발틱 에이트
- 노르딕 전투단
- 북유럽 이사회
- 스칸디나비아 십자
- 에스토니아의 북유럽 정체성
- 노르딕 모델
- 노르딕 여권 연맹
- 북해 지역
- 북부 차원
- 북유럽 체조 선수권 대회
- 북유럽 미래 포럼
- 북서유럽
- OTSEM
- 로드엑스 프로젝트
- 남유럽
- 북유럽 동기식 전력망
- 비파노르드